# Pernety (metrostation)
Pernety is een station van de metro in Parijs langs metrolijn 13 in het 14de arrondissement.
Het station en de erboven gelegen rue Pernety zijn genoemd naar de Franse gereraal Joseph Marie de Pernety (1766-1856).
Noordwestelijke tak:
Les Courtilles · 
Les Agnettes · 
Gabriel Péri · 
Mairie de Clichy · 
Porte de Clichy · 
Brochant

Noordoostelijke tak: Saint-Denis - Université · 
Basilique de Saint-Denis · 
Saint-Denis - Porte de Paris · 
Carrefour Pleyel · 
Mairie de Saint-Ouen · 
Garibaldi · 
Porte de Saint-Ouen · 
Guy Môquet

Gemeenschappelijk: La Fourche · 
Place de Clichy · 
Liège · 
Saint-Lazare · 
Miromesnil · 
Champs-Élysées - Clemenceau · 
Invalides · 
Varenne · 
Saint-François-Xavier · 
Duroc · 
Montparnasse - Bienvenüe · 
Gaîté · 
Pernety · 
Plaisance · 
Porte de Vanves · 
Malakoff - Plateau de Vanves · 
Malakoff - Rue Étienne Dolet · 
Châtillon - Montrouge